# Lise Van Hecke
Lise Van Hecke (ur. 1 lipca 1992 w Sint-Niklaas) – belgijska siatkarka, reprezentantka kraju, grająca na pozycji atakującej. Brązowa medalistka mistrzostw Europy 2013 rozgrywanych w Niemczech i Szwajcarii. 

## Sukcesy klubowe
Superpuchar Belgii:
- 2008, 2010

Mistrzostwo Belgii:
- 2010, 2011
- 2009

Puchar Belgii:
- 2010, 2011

Puchar Challenge:
- 2010

Superpuchar Włoch:
- 2013, 2014

Puchar Włoch:
- 2014

Mistrzostwo Włoch:
- 2014
- 2022[5]

Puchar CEV:
- 2021

Mistrzostwo Japonii:
- 2025[6]

## Sukcesy reprezentacyjne
Mistrzostwa Europy Kadetek:
- 2009

Mistrzostwa Świata Kadetek:
- 2009

Liga Europejska:
- 2013

Mistrzostwa Europy:
- 2013

## Nagrody indywidualne
- 2009: MVP i najlepsza punktująca, serwująca Mistrzostw Europy Kadetek
- 2009: Najlepsza punktująca Mistrzostw Świata Kadetek
- 2011: Najlepsza punktująca i serwująca Mistrzostw Świata Juniorek
- 2013: Najlepsza punktująca włoskiej Serie A w sezonie 2012/2013
- 2013: Najlepsza punktująca Mistrzostw Europy